# Dicranota (Paradicranota) ophidia
Dicranota (Paradicranota) ophidia is een tweevleugelige uit de familie Pediciidae. De soort komt voor in het Palearctisch gebied.